# Georg Pfeiffer (Offizier)

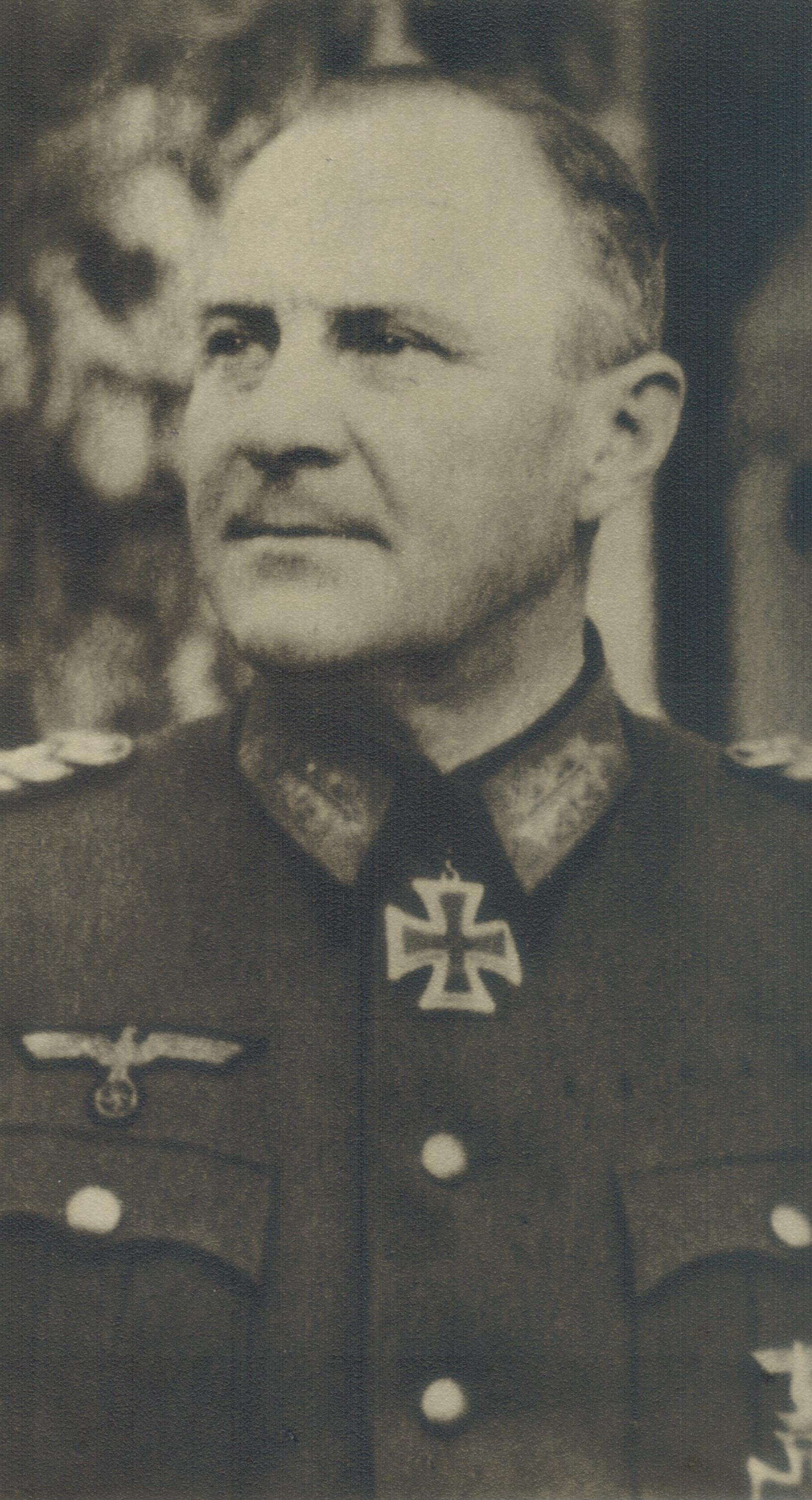
Georg Pfeiffer (nach Jan. 1943)

Georg Pfeiffer (* 5. Mai 1890 in Wendessen bei Wolfenbüttel; † 28. Juni 1944 bei Mogilew in Weißrussland) war ein deutscher General der Artillerie im Zweiten Weltkrieg.

## Leben
Der Sohn des Zuckerfabrikdirektors Karl Jean Pfeiffer und dessen Frau Anna, geborene Brendal trat nach seinem Abitur 1908 in die Preußische Armee ein. Während seiner Dienstzeit im Fußartillerie-Regiment „Encke“ (Magdeburgisches) Nr. 4 wurde er zum Leutnant befördert. Die Zeit bis zum Ersten Weltkrieg verbrachte Pfeiffer im Lauenburgischen Fußartillerie-Regiment Nr. 20. 1914 war er Batterieführer. Während des Ersten Weltkriegs wurde Pfeiffer mit beiden Klassen des Eisernen Kreuzes ausgezeichnet sowie am 27. Januar 1918 zum Hauptmann befördert. In dieser Zeit heiratete er Käthe Fleck.
1920 wurde Pfeiffer aus der Armee entlassen und trat kurze Zeit später in die Sicherheitspolizei in Braunschweig ein. Hier durchlief er die Laufbahn in höheren Stabsstellungen und wurde zum Major der Polizei befördert. Zu Beginn der 1930er Jahre war er Oberstleutnant der Polizei und 1935 Stabschef der Polizei-Inspektion Nord. 
Am 1. Oktober 1935 kehrte er als Oberstleutnant in die Wehrmacht zurück. Er wurde zum Kommandeur der II. Abteilung des schweren Artillerieregiments 64 in Breslau ernannt. Im August 1936 wurde Pfeiffer als Oberst Kommandeur des Artillerieregimentes 23 in Potsdam. 

### Zweiter Weltkrieg
Der Verband nahm am Überfall auf Polen 1939 teil. An der Westfront wurde Pfeiffer im Frühjahr 1940 Artilleriekommandeur 105 (Arko 105) und anschließend zum Generalmajor befördert. Ende August 1940 gab er sein Kommando ab und erhielt am 1. September 1940 das Kommando über die 94. Infanterie-Division. Im Sommer 1941 nahm seine Division am Unternehmen Barbarossa im Rahmen der 6. Armee in Südrussland teil. Pfeiffer erhielt am 16. Januar 1942 das Deutsche Kreuz in Gold. Die Beförderung zum Generalleutnant erfolgte am 1. Juni 1942. Anfang September wurde die Division im Süden von Stalingrad eingesetzt und eroberte unter anderem das hart umkämpfte Getreidesilo. Die Division wurde im Industriebezirk Stalingrads fast vollständig aufgerieben. Auf Führerbefehl wurde Pfeiffer am 11. Dezember 1942 zusammen mit den Überlebenden der Divisions-Führungsabteilung in drei Heinkel He 111 Maschinen aus dem Kessel in den Donbogen ausgeflogen. Ursprünglich war eine Ernennung zum Kommandeur der 306. Infanterie-Division vorgesehen, man entschied jedoch, ihn zum Stellvertreter des Oberbefehlshabers der 6. Armee außerhalb der Festung Stalingrad zu ernennen.
Der Divisionsstab wurde am 23. Dezember 1942 an die rumänische 3. Armee angegliedert, bestand aus den Kampfgruppen Tzschöckell, von Burgsdorf, von Mathiesen und von Heinemann und bezog in Morosowskaja Quartier. Während des Drucks der Roten Armee auf die rumänische Flanke bildeten seine Kampfgruppen den westlichen Sicherungsabschnitt. Als im Januar 1943 der Entsatzangriff der 4. Panzerarmee in Richtung Stalingrad begann, bildeten seine Soldaten die „Kampfgruppe Pfeiffer“. Am 15. Januar 1943 erhielt er für diese Leistung das Ritterkreuz des Eisernen Kreuzes. Von Januar bis März 1943 übernahm er kurzzeitig die 306. Infanterie-Division und später wieder die komplett neu aufgestellte 94. Infanterie-Division. Im April 1943 wurde diese Divisions-Rumpfeinheit in der Bretagne neu aufgestellt und anschließend nach Italien verlegt, wo sie mit der Entwaffnung der italienischen Armee beauftragt war. Im Oktober 1943 war die 94. Infanterie-Division in Süditalien zur Verteidigung der Gustav-Linie im Einsatz. Am 1. Januar 1944 übergab Pfeiffer den Befehl über die 94. Infanterie-Division an Generalleutnant Bernhard Steinmetz und wurde in die Führerreserve versetzt. Nach einem längeren Heimaturlaub und Durchlaufen des Lehrgangs für Kommandierende Generale wurde Pfeiffer am 20. Mai 1944 mit der Führung des VI. Armeekorps beauftragt, das südöstlich des „festen Platzes“ Witebsk seine Frontlinie hielt. Zugleich wurde Pfeiffer rückwirkend zum 1. Mai 1944 zum General der Artillerie befördert.
Das zur 3. Panzerarmee gehörende Armeekorps wurde in der Anfangsphase der am 22. Juni 1944 beginnenden sowjetischen Sommeroffensive Operation Bagration besonders schwer getroffen und verlor in wenigen Tagen zwei seiner vier Divisionen nahezu vollständig. Pfeiffer führte auch in dieser kritischen Situation die ihm unterstellten Einheiten aus vorderer Position. Er fiel am 28. Juni 1944. Die Umstände seines Todes sind nicht genau geklärt.
Nach einer Version wurde sein Kübelwagen durch Maschinengewehrfeuer zum Stehen gebracht und mit Handgranaten beworfen. Eine zweite Quelle beschreibt seinen Tod durch den Treffer einer Fliegerbombe. Infolge der dort erbittert geführten Kämpfe blieben Versuche seine Leiche zu bergen erfolglos.
Der offizielle Wehrmachtbericht erwähnt Pfeiffer namentlich am 3. Juli 1944: „In den schweren Abwehrkämpfen fanden die Kommandierenden Generale, General der Artillerie Martinek und General der Artillerie Pfeiffer sowie Generalleutnant Schünemann, an der Spitze ihrer Korps kämpfend, getreu ihrem Fahneneid, den Heldentod.“